# 倫敦東北鐵路公司
倫敦東北鐵路有限公司（英語：London North Eastern Railways）是一家以伦敦东北铁路（LNER）為品牌的英國鐵路公司，從2018年6月24日起擁有從國王十字站沿東海岸主線至蘇格蘭的東海岸城際專營。該決定由時任運輸大臣紀嘉林2018年5月16日宣布。公司成立旨在創立一個董事會，於將來公私合營時有獨立的主席。同時，大北方铁路將在現時專營權於2021年到期後被納入倫敦東北鐵路。

## 历史
由於維珍鐵路連年虧損致使拖欠政府超過20億英磅的專營費，2017年11月，運輸大臣紀嘉林宣布將於2020年提前三年終止其專營權。
隨後該決定被提前至2018年二月至年中。交通部先前與維珍鐵路談判以決定以非牟利公司保留維珍鐵路的專營權，或由交通部與奧雅納、安永及埃森兰万灵組成的合營公司接管， 並於2018年5月16日宣布東北鐵路將於2018年6月24日起接管東海岸專營權。

## 列車
東北鐵路將會從維珍東海岸接手其 InterCity 125 和 InterCity 225 車隊。同時也會保留於2016年9月起從德鐵貨運租用的90型運營至紐瓦克、約克及列斯的服務以緩解91型的短缺。 

### 2018年6月24日起
| 車組      | 型號            | 圖片 | 類型                | 最高時速 | 最高時速 | 數量 | 備註                     |
| 車組      | 型號            | 圖片 | 類型                | mph      | km/h     | 數量 | 備註                     |
| --------- | --------------- | ---- | ------------------- | -------- | -------- | ---- | ------------------------ |
| 城際125型 | 43型（HST）     |      | 柴油機車            | 125      | 200      | 32   |                          |
| 城際125型 | 英国铁路3型客车 |      | 客車                | 125      | 200      | 117  |                          |
| 城際225型 | 90型            |      | 電力機車            | 110      | 177      | 3    | 短期租用以緩解91型短缺。 |
| 城際225型 | 91型            |      | 電力機車            | 140      | 225      | 31   |                          |
| 城際225型 | 英国铁路4型客车 |      | 客車                | 140      | 225      | 302  |                          |
| 城際225型 | 駕駛室行李車    |      | 駕駛室行李車（DVT） | 140      | 225      | 31   |                          |

### 2018年12月起的新車
從2018年12月起，整個車隊將逐步開始更換為五卡或八卡的800型及801型。 2016年三月，維珍鐵路東海岸宣布將列車命名為「 Azuma 」（日语：あずま（東））。

## 外部連結
- 官方网站